# Ventanilla de esquina

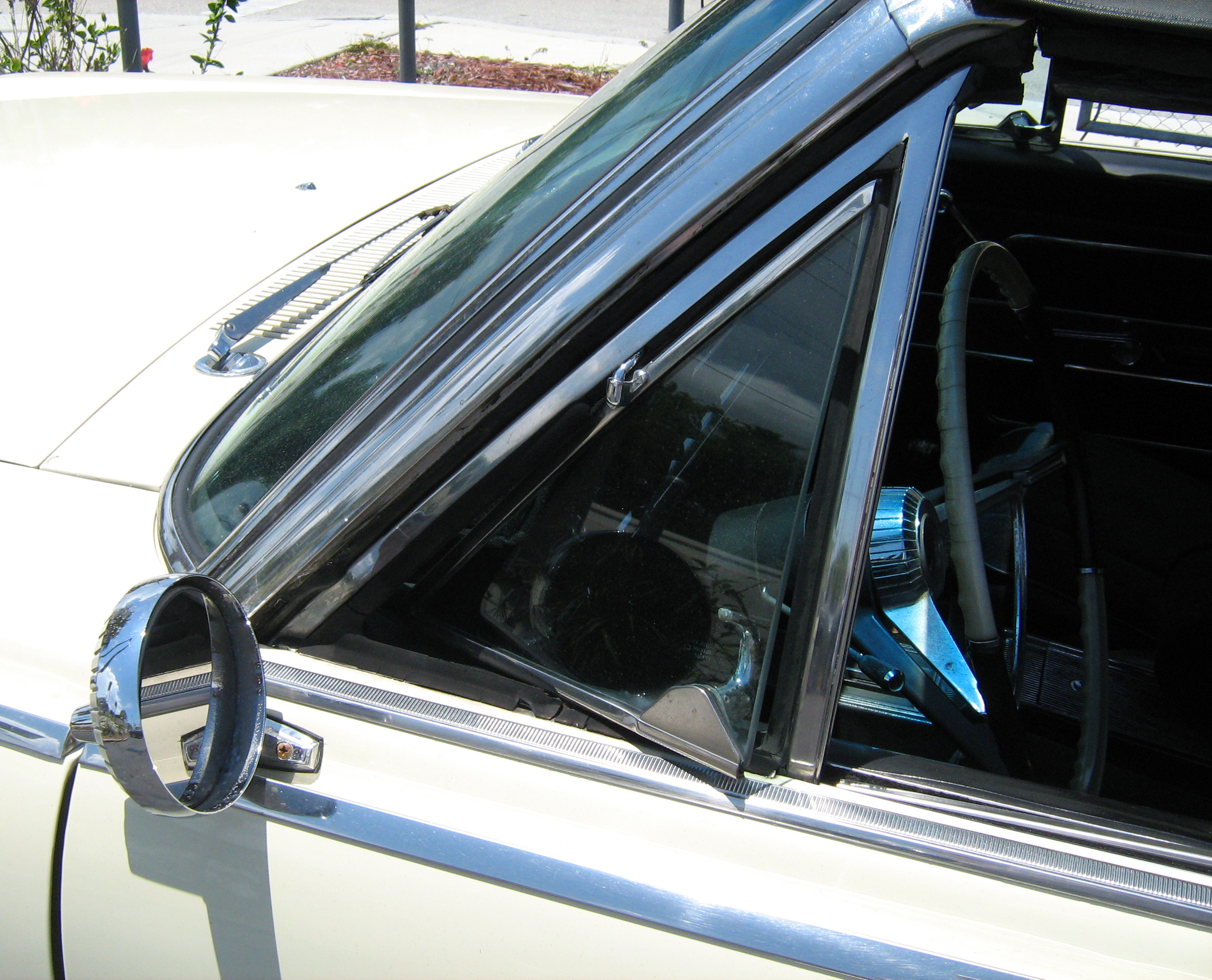
Ventanilla triangular deflectora o "cortavientos" en una puerta delantera

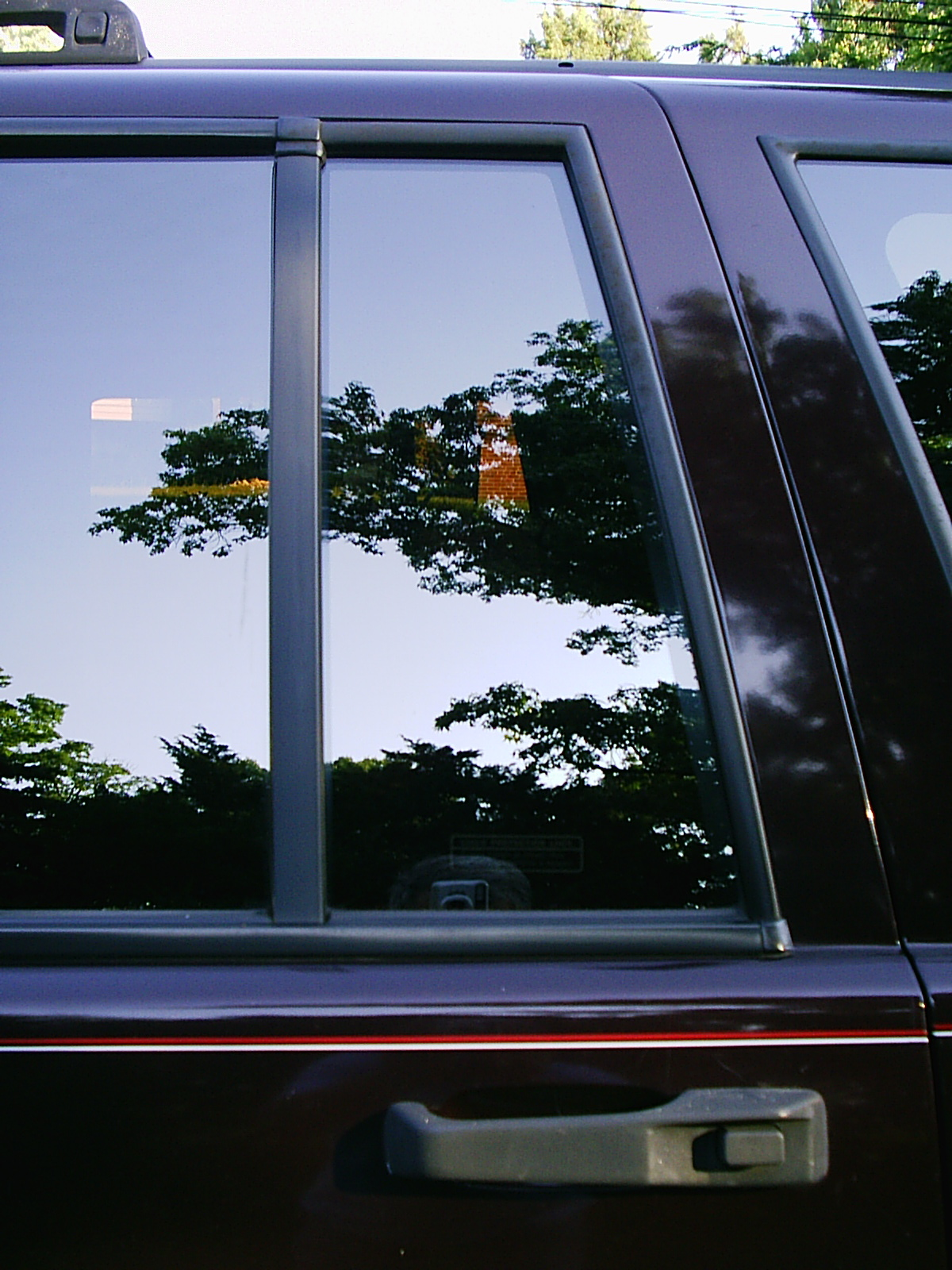
Ventanilla de esquina fija (trapecial en este caso) en una puerta trasera

Una ventanilla de esquina o ventilete, utilizada antiguamente en los carruajes cerrados y posteriormente en los automóviles, es una ventana lateral situada antes de las ventanas delanteras o a continuación de las ventanas traseras.

## Origen
Originalmente servían para permitir que los cristales de las ventanas principales tuvieran una forma más o menos rectangular, lo que facilitaba que pudieran deslizarse verticalmente de una forma más sencilla. Solo algunos automóviles las poseen. En bastantes casos, se colocan en la esquina situada junto al pilar C del vehículo. En inglés se denominan "quarter windows" y también "valence windows".
Cuando se montan sobre dos bisagras, de forma que pueden girarse verticalmente, se conocen como ventanillas deflectoras o cortavientos. Este tipo de ventanillas triangulares orientables eran relativamente frecuentes en las puertas delanteras de los coches antiguos. Son vidrios pequeños de forma aproximadamente triangular, situados en la parte frontal de las puertas delanteras. Separados de la ventana principal, pueden girar verticalmente (véase la imagen superior derecha), para facilitar la ventilación del vehículo.

## Diseños

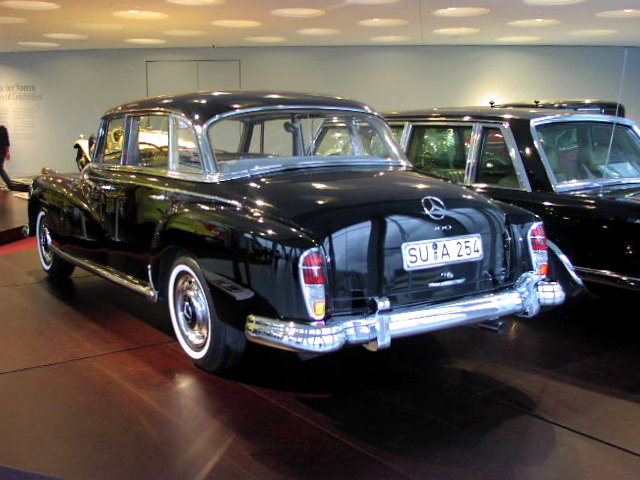
El Mercedes-Benz 300d es un raro ejemplo de un vehículo completamente equipado totalmente con ventanillas de esquina. Denominado "limusina de desfile", la sustitución de los pilares por ventanillas de esquina permitió crear una superficie ininterrumpida de vidrio en la parte trasera del automóvil, permitiendo a las multitudes ver a los dignatarios sentados en la parte trasera del vehículo

Muchos de los primeros automóviles cerrados, como el Pontiac Torpedo de 1940, tenían ventanas de ventilación delanteras y traseras llamadas "ventiplanos". Disponían de bisagras y de un pestillo, por lo que se podían abrir para disponer de una ventilación adicional. La mayoría de los vehículos a partir de la década de 1960 han eliminado esta característica, adoptando un estilo más limpio conocido como de ventanas "sin deflectores". Sin embargo, algunos fabricantes de automóviles continuaron ofreciendo ventanas deflectoras, como American Motors, que diseñó el AMC Pacer con ventanillas cortavientos frontales opcionales para disponer de una mayor ventilación de flujo continuo. Aunque los cortavientos frontales "proporcionan una ventilación inigualable, la turbulencia de aire y las fugas superan los beneficios". A medida que el aire acondicionado del automóvil se hizo más popular, las ventanillas deflectoras desaparecieron de las ventanas delanteras en la década de 1980.
Numerosos vehículos también disponen para los pasajeros de los asientos traseros de ventanas que se deslizan hacia abajo como una ventana normal o de apertura abatible. Puede ser una ventana lateral entre el pilar B y el pilar C, y en el caso de los monovolúmenes estadounidenses, entre los pilares C y D (como en el caso de las grandes ventanas deflectoras traseras motorizadas de las furgonetas Chrysler Town and Country, capaces de realizar un movimiento de compás).
También pueden ser fijas y estar montadas en la propia puerta, dado que esa sección del vidrio lateral trasero no puede deslizarse hacia abajo, debido a la forma de las puertas traseras necesaria para alojar las ruedas posteriores. La parte fija del vidrio suele estar separada de la ventana principal (que se desliza hacia abajo) por una delgada barra vertical opaca (véase la imagen superior izquierda, con un primer plano de una puerta trasera). 
Así mismo, se pueden encontrar ventanillas de esquina colocadas en la carrocería junto al pilar A, por delante de la abertura de la puerta delantera (los ejemplos incluyen el Buick Encore, Chevrolet Lumina APV, Toyota Prius, Opel Astra J, Mitsubishi Endeavor, Fiat Grande Punto, Suzuki SX4 sedán y el sedán Honda Civic de octava generación). 
En algunos automóviles se sitúan ventanillas triangulares fijas en la esquina del pilar C. También hay diseños que incorporan dos ventanillas fijas (véase la imagen inferior izquierda), una en la puerta y la otra junto a un pilar. Esta disposición puede ayudar a aumentar la visibilidad del conductor. En este caso, no se trataría de una "ventana de ópera". Las ventanillas fijas que no se abren se instalan como los parabrisas, unidas a la carrocería con uretano.
|  |  |  |